# Araneus iguacu
Araneus iguacu är en spindelart som beskrevs av Levi 1991. Araneus iguacu ingår i släktet Araneus och familjen hjulspindlar. Inga underarter finns listade i Catalogue of Life.